# Паолизи
Паолизи (итал. Paolisi) — коммуна в Италии, располагается в регионе Кампания, подчиняется административному центру Беневенто.
Население составляет 1753 человека, плотность населения составляет 292 чел./км². Занимает площадь 6 км². Почтовый индекс — 82010. Телефонный код — 0823.
Покровителем коммуны почитается святой апостол Павел, празднование 30 ноября.